# 阿伊努人
阿伊努人，又譯愛努、愛奴，是日本北方及俄羅斯東南方的一个原住民族群，主要聚居在北海道、庫頁島、千島群島及堪察加等地。

## 簡介
在阿伊努語中「阿伊努」即「人」的意思，該民族分佈的地區亦稱阿伊努茅希利，即阿伊努語中「人居住的地方」。至今，很多阿伊努人都希望人們稱謂他們為（日語羅馬拼音：Utari，阿伊努語中「夥伴」的意思）。在官方文獻中，「阿伊努」和「烏塔利」此兩種稱呼都有。目前，阿伊努民族在诸多方面，受到了来自大和民族的影响。官方估计，人口约25,000人，非官方数字為200,000人以上。
自1899年3月2日，颁布《北海道旧土人保護法》後，阿伊努人被迫學習日語，須採用日本名字，責令停止宗教習俗，成為部落民的一支。二戰後，日本政府继续沿用“自古以来的居民”这样的说法，不承認有此民族的存在。直到2008年6月6日日本國會才首次承认阿伊努人为原住民，2019年4月19日立法確認。
很多中文文獻直接用日本歷史上曾經出現過的蝦夷人來稱呼阿伊努人，認為這兩者是同一個族群（例如台灣經濟部投資業務處），惟此種觀點具有爭議性。歷史上，阿伊努人亦曾經在日本本州居住過。
根據北海道政府在1984年進行的調查資料，當時在北海道有24,381名阿伊努人。不過，多數阿伊努人都傾向隱藏他們自己的族群性，或者根本不知道自己的族源，因此現存阿伊努人的精確人口數目難以得知。俄羅斯帝國於1897年的人口普查中，有1,446人在俄羅斯帝國使用阿伊努語作為母語，在庫頁島上有1,434人。

## 特征

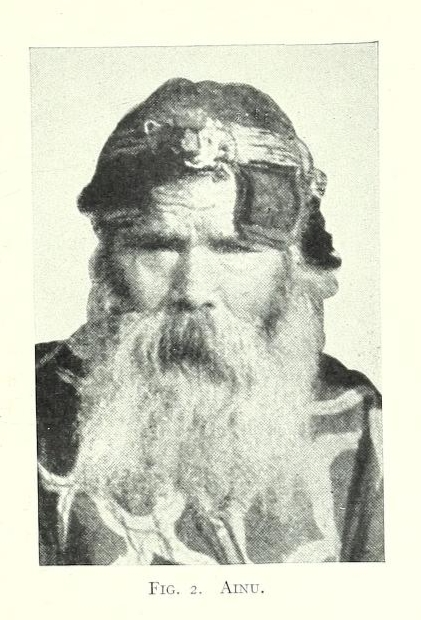
阿伊努人《The Racial History of Man 》(1923年)，罗兰·伯雷奇·狄克逊著。

阿伊努人的特征是肤色較深，低額多鬚，深眼窩，直鼻，體格健碩，毛发極爲浓密，有捲髮的傾向，样貌与高加索人种相似，脸上和身上的汗毛都很多棕色人種特徵，是世上已知體毛最旺盛的人種之一。
阿伊努人是歷史學家、民族學家和遺傳學家最有爭議的問題之一。如今，研究人員提出了三個阿伊努人的起源的理論。以目前的研究而言，學者還無法確定他們的起源。十九世纪中期英國人类學家從外貌特征判断他們是歐羅巴人種的後代，是從西伯利亞經過庫頁島而到達日本列島的。惟最近的脫氧核糖核酸测试没有显示出与歐羅巴人種的遗传基因相似（他们有与藏族、安達曼人相似基因），近年关于线粒体单倍群的研究则发现阿伊努人（包括来自北海道和东北地方的样本）携带 N9b 的频率很高，这在西伯利亚东部的乌德盖人中也有发现，并且相比东亚人群中更常见于欧洲人群。另一説法阿伊努人始祖是北上的太平洋南島人種，第三種説法是古亞細亞人。一些人类学家认为阿伊努人为原始高加索人种（Proto-Caucasoid）。
2021年的一项研究证实，北海道绳文人由欧亚大陆北部土著人种的“旧石器时代晚期末期居民”（Terminal Upper-Paleolithic people）和约公元前15,000年从本州抵达的绳文人组成。阿伊努人又起源于北海道绳文人和北海道的鄂霍次克人。

## 族群系譜

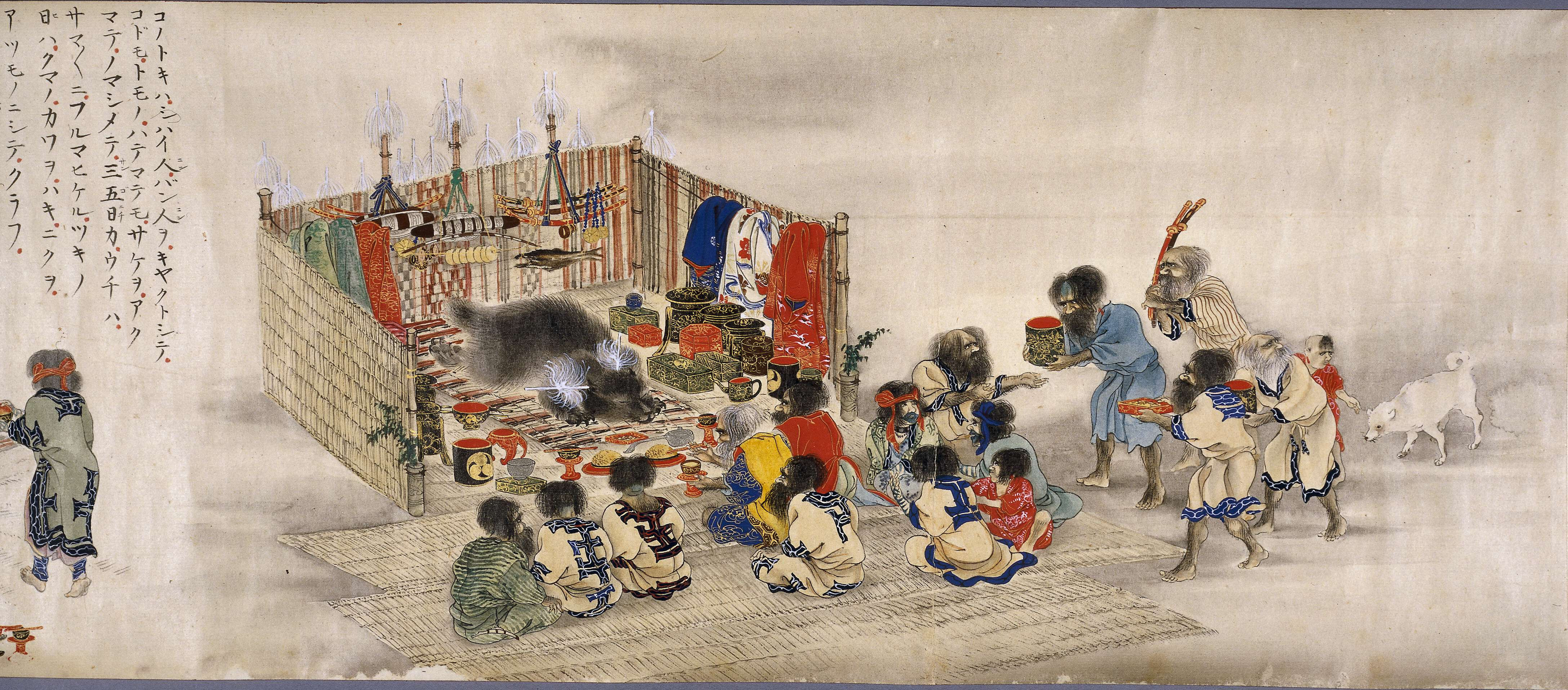
阿伊奴人的熊祭。1870年繪。

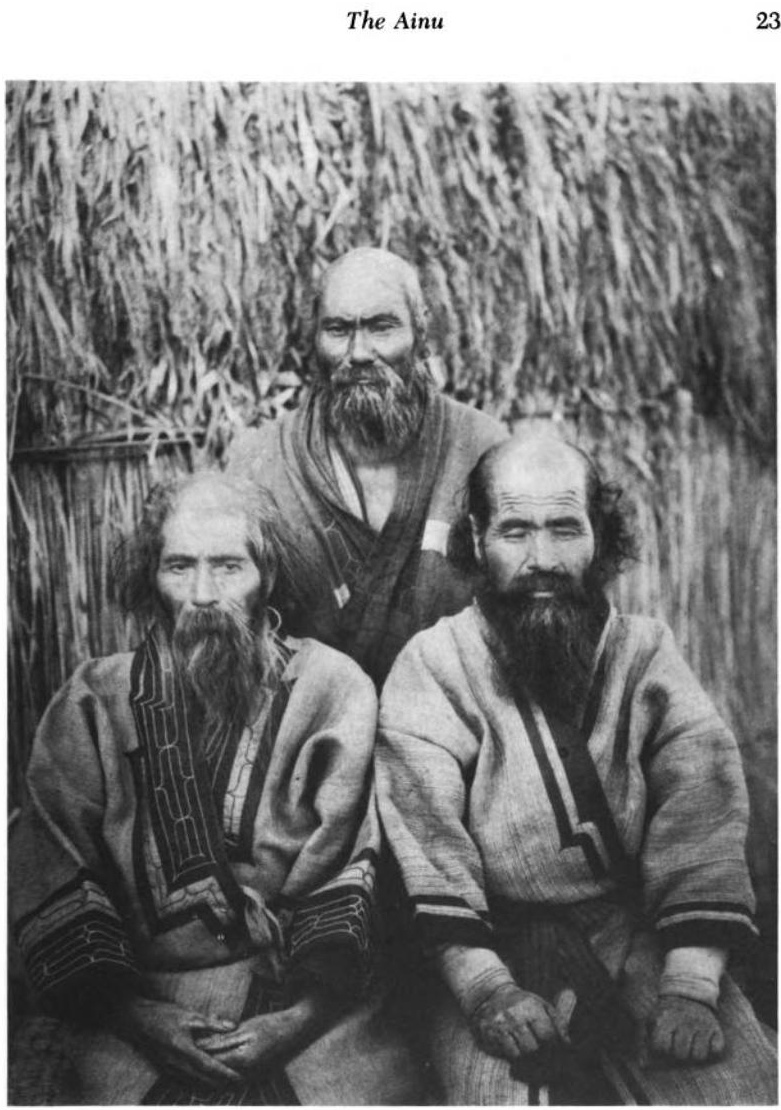
阿伊努人

### 日本古文獻中的蝦夷人
北海道古稱蝦夷（えみし Emishi 或えぞ Ezo），日本史書上也有不少關於「蝦夷人」的記載。在日本武尊傳說成立的時代（6世紀），依照《日本書紀》的記載，日本武尊經由海路進入陸奧國（今本州東北地方）攻打東夷日高見國。征討後，「蝦夷既平，自日高見國還之，西南歷常陸（今茨城縣東北方）」。由此可見蝦夷人的勢力範圍，是從茨城縣東北地區，到整個本州東北地方。
《日本書紀》中對蝦夷的記載是這樣子的：「朕聞：其東夷也，識性強暴，凌犯為宗。村之無長，邑之勿首。各貪封界，並相盜略。亦山有邪神，郊有奸鬼。……其東夷之中，蝦夷是尤強焉。男女相居，父子無別。冬則宿穴，夏則住樔。衣毛飲血，昆弟相疑。……故往古以來，未染王化。……即巧言而調暴神，振武以攘奸鬼。」「東夷之中，有日高見國。其國人，男女並椎結文身，為人勇悍。是總曰蝦夷。亦土地沃壤而曠之，擊可取之。」
江戶時代，德川光圀編著《大日本史》，其有諸藩列傳內收有蝦夷傳上、下二卷。

### 阿伊努人即蝦夷人的說法
有某些學者認為蝦夷人與阿伊努人是同一種族的可能性很高。他們的證據大致上有以下幾種。
1. 一直到現在，日本本州的東北地方仍然有很多阿伊努語發音的地名，這證明阿伊努人曾經在日本本州居住過。
2. 不論是上一節所引用的《日本書紀》，或者是其他的古文獻史料，其中對於蝦夷的習俗記載，都和現在的阿伊努類似。
3. 因此，既然中世、近世的蝦夷即阿伊努，所以古代的蝦夷也應該是阿伊努。

整體而言，採用這種說法的學者認為，日本歷史上石器時代的祖先是阿伊努，或者是阿伊努傳說中的矮人（克魯波克魯）。後來，從亞洲大陸渡海過來之現日本人的祖先，又將石器時代人征服或驅逐。

### 阿伊努人非蝦夷人的說法
也有不少學者不認為阿伊努人是蝦夷人，證據大致上如下：
1. 日本本州東北北部（日高見國）很早就有古墳文化以及稻作技術，所以蝦夷人應該是倭人，不是阿伊努人。
2. 《日本書紀》或其他古文獻有關蝦夷人是蠻民的記載，都是虛構的。這些文獻並非實際觀察蝦夷的生活、或運用可靠的資訊得來的；而只是引用中國古籍中有關蠻俗的記載而已。其中對蝦夷人的描述，僅是對其畏懼與鄙夷而來。
3. 1950年3月，日本的考古學家將中尊寺金色堂的蝦夷人統治者奧州藤原氏的遺體加以調查，結果並沒有發現阿伊努的特徵。

### 遺傳學研究
近年來遺傳研究、阿伊努人的 DNA 與琉球人的較為接近，其次為和人、目前已確認1/3以上的阿伊努人與和人有基因交流。在卅多個人種的基因型的比較下、發現日本人（阿伊努人、琉球人、和人）基因型非常特殊有別於各種居住在東亞大陸的主要族群、或許代表著繩文人的基因或多或少已流傳於日本列島各處。现代日本人有35%-40%的人口比例携带阿伊努染色体。除了與和人外阿伊努人也確認與尼夫赫人有基因交流、多方交流導致了阿伊努人的遺傳特異性。
人類 Y 染色體 DNA 單倍型類群的組成中、日本人（特別是沖繩縣）主要是 D1b 為88%（其中 D1b* 是13/16=81.25%、D1b1a 是1/6=6.25%）。另外、報告指出由北方西伯利亞經樺太南下的 C2 為2/16=12.5%。

#### 北海道繩文人
線粒體 DNA（mtDNA）的統計分析下，出土的北海道繩文·後繩文時代人的統計分佈與現代東亞人（包含日本本土）有著很大的差異。在坂上田村麻呂入侵前的東北地區古墳時代人中發現到很多北海道繩文·後繩文時代人 的基因型、指出東北地區繩文人與北海道繩文·後繩文人可能有著共同的母系、東北地區繩文人與北海道繩文時代人 DNA 比較的結果顯示、N9b 與 M7a 一直是北日本縄文人粒腺體 DNA 的標誌。
目前觀察到北海道繩文人有四種基因型 N9b、D10、G1b、M7a。其中 N9b 有著64.8%的高比例，黑龍江下遊的原住民中亦持有高比例的 N9b。D10 也是，可以在黑龍江下遊的原住民烏爾奇人中見到，而主要出現在東北亞 Y 染色體基因型 G 中的 G1b 在堪察加半島的原住民較常出現。這是現代日本人中未曾看到的。

#### 與鄂霍次克人、堪察加半島原住民的關聯
近年有關鄂霍次克人與阿伊努人共通性的研究出爐。從樺太（薩哈林州）開始的鄂霍次克文化5世紀自北海道南下，於10世紀時消失，也有源自肅慎人的說法。
2009年，在北海道的鄂霍次克文化遺趾中發現的人骨，與現在位於樺太北部西伯利亞的黑龍江河口一帶居住的尼夫赫人最相近，還有黑龍江下游居住的烏爾奇人，甚至做了現在在堪察加半島居住的伊捷爾緬族，以及科里亞克族的共有祖先DNA的調査。再者，鄂霍次克人有著繩文人所沒有的阿伊努人基因型，因此確定了阿伊努人與鄂霍次克人在遺傳上的共通性。過去的研究顯示20%阿伊努人有著繩文人及和人所沒有的 Y 染色體基因型，在此之前原因一直不明。
天野哲也北海道大學教授（考古學）評論說「阿伊努人並不是繩文人單純的子孫，顯露出其民族複雜的誕生過程」。増田隆一北大准教授推測「鄂霍次克人與同時代的非後繩文人的擦文人有著通婚關係，鄂霍次克人將基因傳給了阿伊努人」。此北大研究團隊聲稱認為阿伊努人的形成在於包含了後繩文人・擦文人與鄂霍次克人兩族群。

## 历史
最近的研究表明，阿伊努文化起源于鄂霍次克文化和擦纹文化的合并。1264年，尼夫赫人上诉元帝國，阿伊努人入侵尼夫赫人土地，导致阿伊努人与元帝國的战争。13世纪开始与和人接触。阿伊努人属于狩猎采集社会，生活以狩猎和渔业和簡單農業为主，信奉原始自然宗教。采猎民族的固有特性也注定了其必然会被后起的农業海洋民族以高度組織化的社會制度和科學技術征服，最终沦为少数民族并逐步走向消亡的命运。

### 受日本人（和人）勢力之壓迫

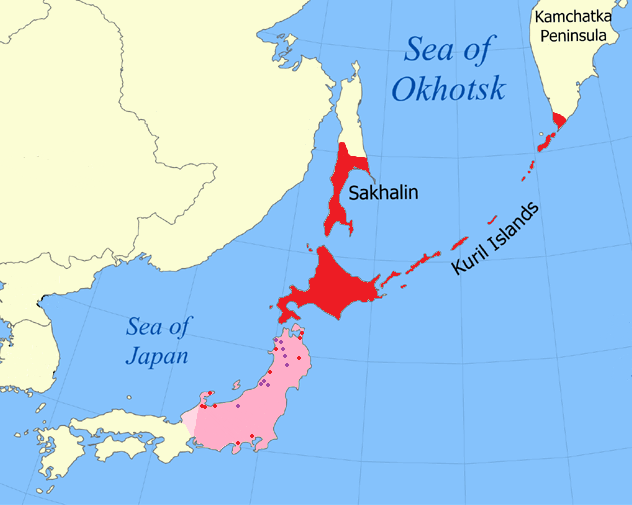
阿伊努人歷史分佈（紅）與可能分佈（粉紅）

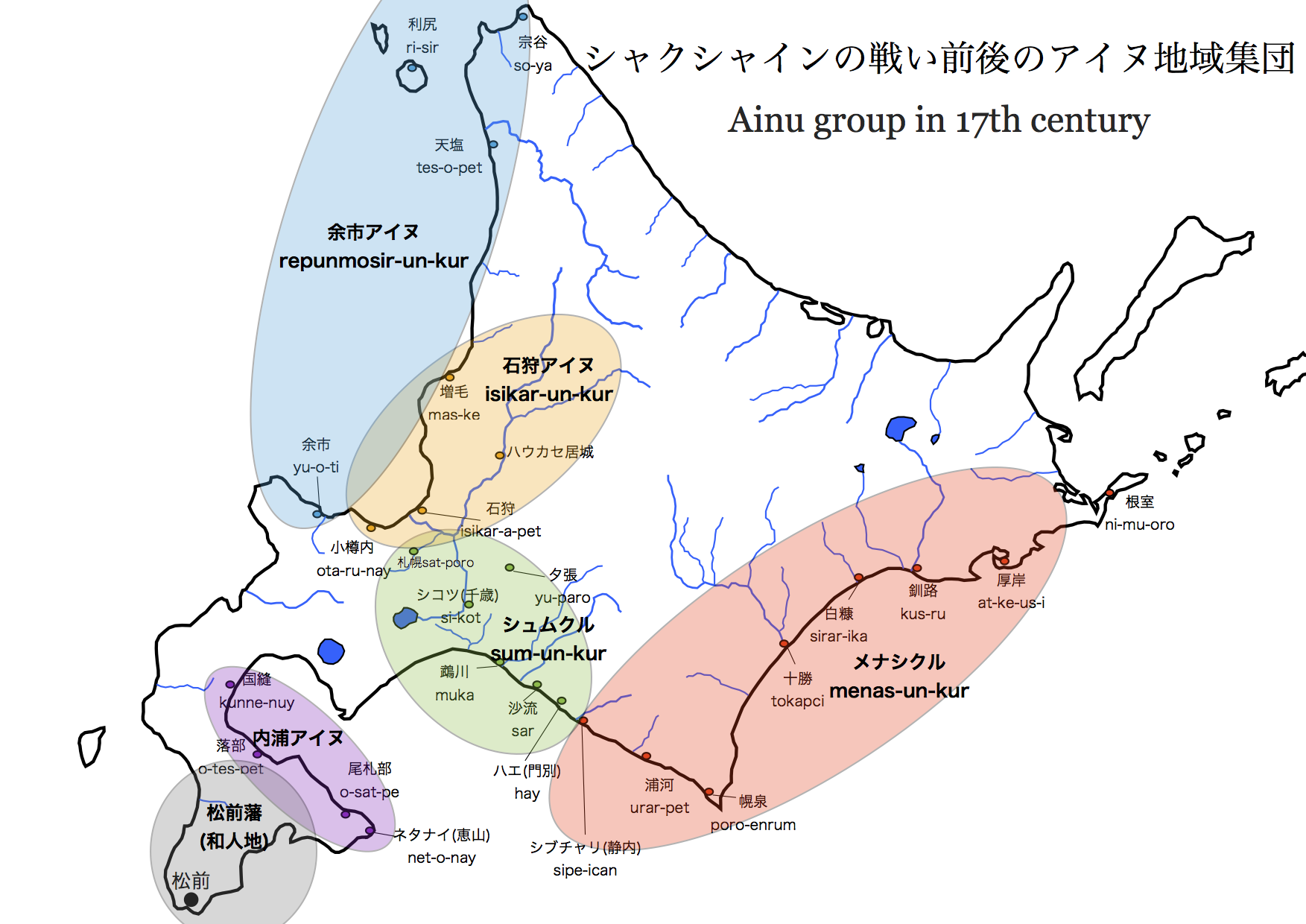
沙牟奢允之戰（1669-1672）前后阿伊努部族的分布

不論遠古時代的阿伊努到底是不是蝦夷，在13—14世紀左右，阿伊努文化算是達到了最高峰。之後，以北海道以南之江差和松前為中心的日本人（和人）勢力逐漸強大，隨著阿伊努人與和人之接觸的日漸頻繁，日本人（和人）在最後終於對阿伊努民族展開了残酷的征服和壓制（Thomason 1999）。 遭受压迫的阿伊努人也開始對日本人（和人）展開激烈反抗，雙方有了1457年的坷相曼夷之戰、1669年的沙牟奢允之戰以及1789年的国后目梨之战，阿伊努人最後都以失敗告終。18世纪本州再無阿伊努人。大部分居住在北海道中部和北部的日高、旭川、钏路等地，少数远移库页岛和千岛群岛一带，也有一部分散居在本州的一些地方。18世纪末，德川幕府直接派官吏统治千岛，开辟了十几个渔场，同时实行强力同化政策，逼迫阿伊努人改变风俗习惯，剃去胡须、洁髮、穿和服、按日本方式改名换姓。1904年，歷時阿伊努人被迫放弃母语而改學日語，須採用日本名字，責令停止其传统的宗教習俗，如動物的犧牲和紋身的習俗 。
在1822年和1854年之間，由於日本人（和人）的屠杀及其所帶來之種種新傳染病的播散，阿伊努人的人口大量減少。此外，強制性的勞務和被迫分離的家庭，也都對阿伊努人當時的人口造成了影響（Thomason 1999）。

### 明治時期以後的制度化歧視

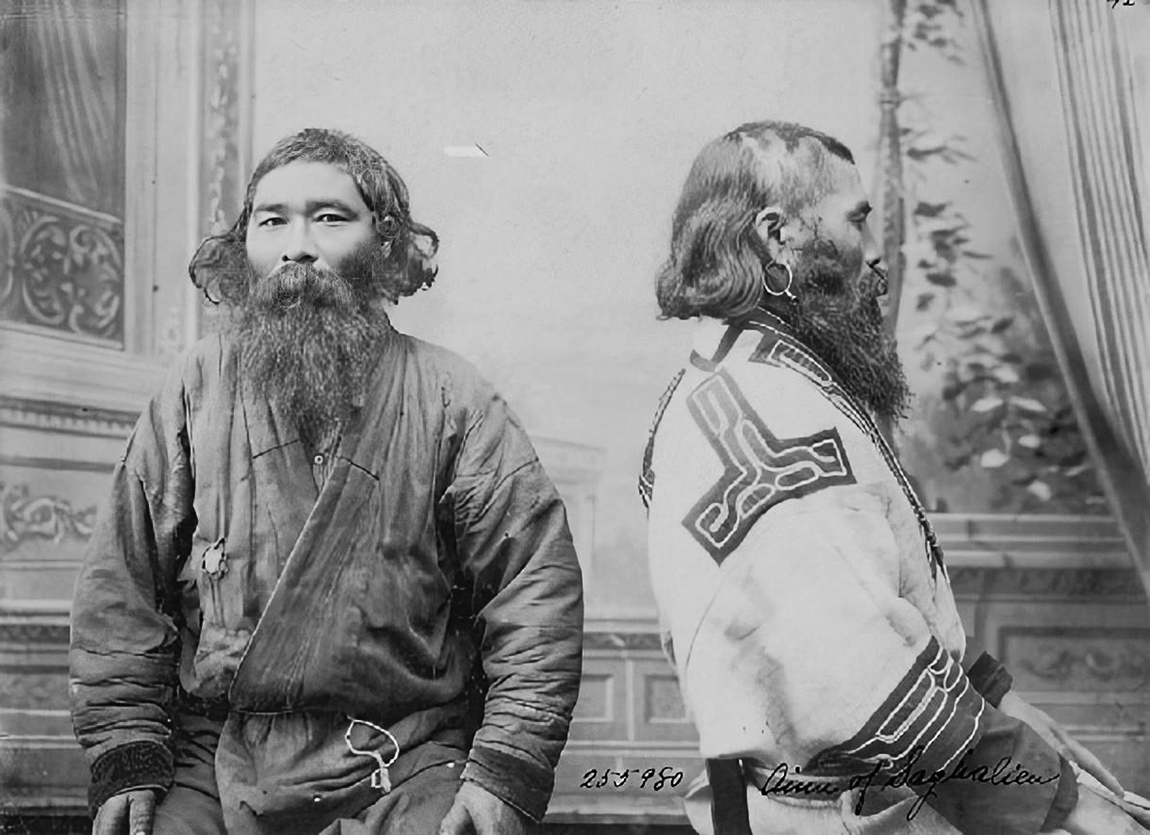
薩哈林阿伊努人，1909年

1868年，江戶幕府的末代將軍德川慶喜把國家大政奉還給明治天皇，日本歷史上的明治時期正式展開。1869年，明治天皇遷都江戶，並將新都改名為東京。同年，在沒有任何正式協商的情況下，阿伊努人所居住的「蝦夷地」被正式納入日本的行政範圍內，同時易名為「北海道」。次年，現代的戶口制度在北海道正式實行，所有的阿伊努人從那時候起在行政上都成了日本人。在這之後，日本政府不但沒收阿伊努人的土地，同時還將這些土地撥給新遷入的日本移民，以便鼓勵這些新移民對北海道的開拓工作。1869年（明治2年），北海道總人口為58,467人；1901年（明治34年），北海道的人口就超過了100萬人，該地的原住民阿伊努人在自己的土地上成了不折不扣的少數民族（Thomason 1999）。

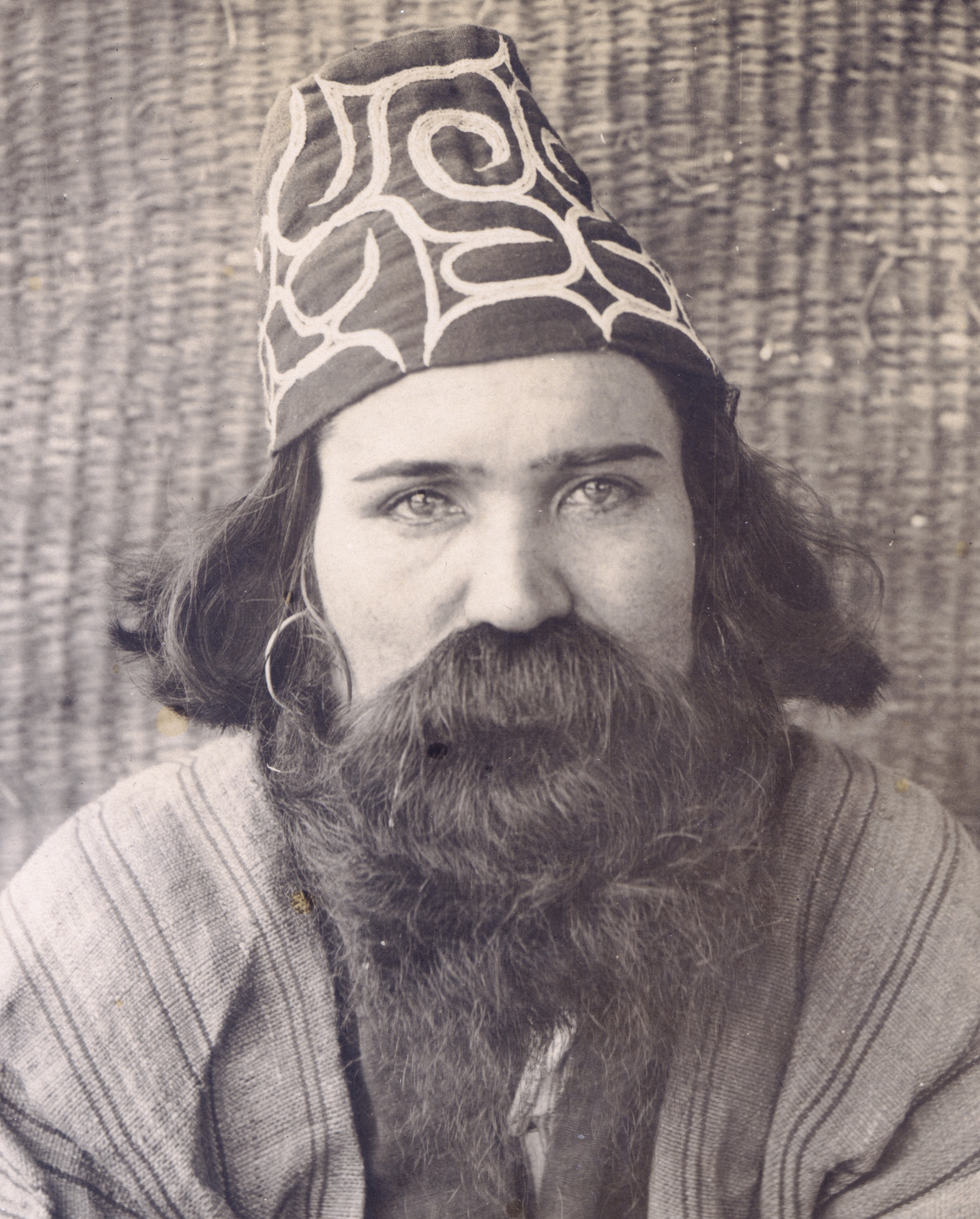
阿伊努人，1904年

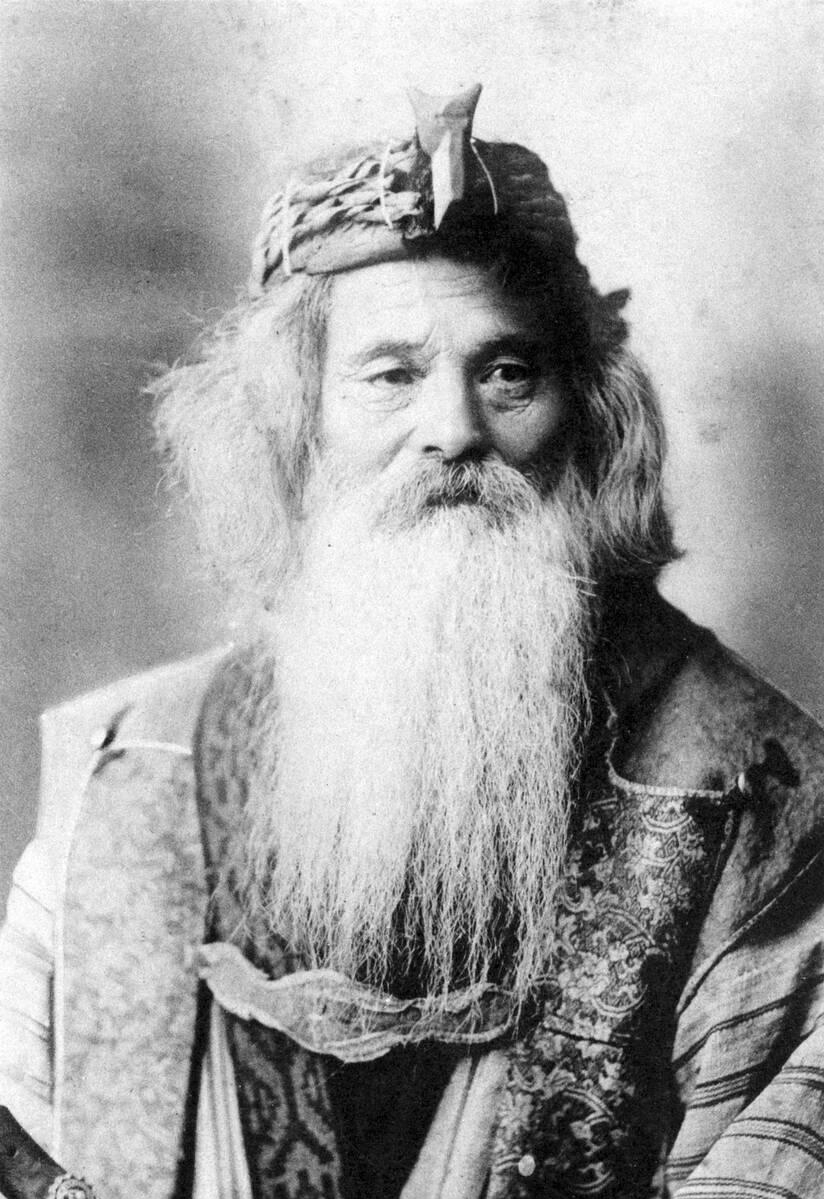
阿伊努人

明治時期的日本政府，對阿伊努人實施各種同化政策，阿伊努民族長期以來的生活習慣都受到官方的禁止，成為和人眼中的「舊土人」，被迫強行接受「日本人」的生活習慣。1899年，日本政府制定北海道舊土人保護法，在這個時候，阿伊努人被授予自動日本國籍，並禁止阿伊努語以及任何狩獵，漁業，祭祀等傳統行為。其表面上的目的雖然是為了救濟阿伊努人和傳授農業知識，但是在將他們定義為「舊土人」的同時，卻也造成了對阿伊努人的制度化歧視，將他們刻意與「和人」做區別（阿伊努民族博物館），視為部落民。
因為部落民差別待遇導致阿伊努人社會地位非常低落，不少人刻意隱瞞自己的血統。甚至自1903年起，日本政府於博覽會的人類動物園中以“舊土人”之名向遊客展示阿伊努人，各種制度化歧視讓阿伊努人苦不堪言。

### 二戰後的發展

1999年北海道阿伊努人分布圖

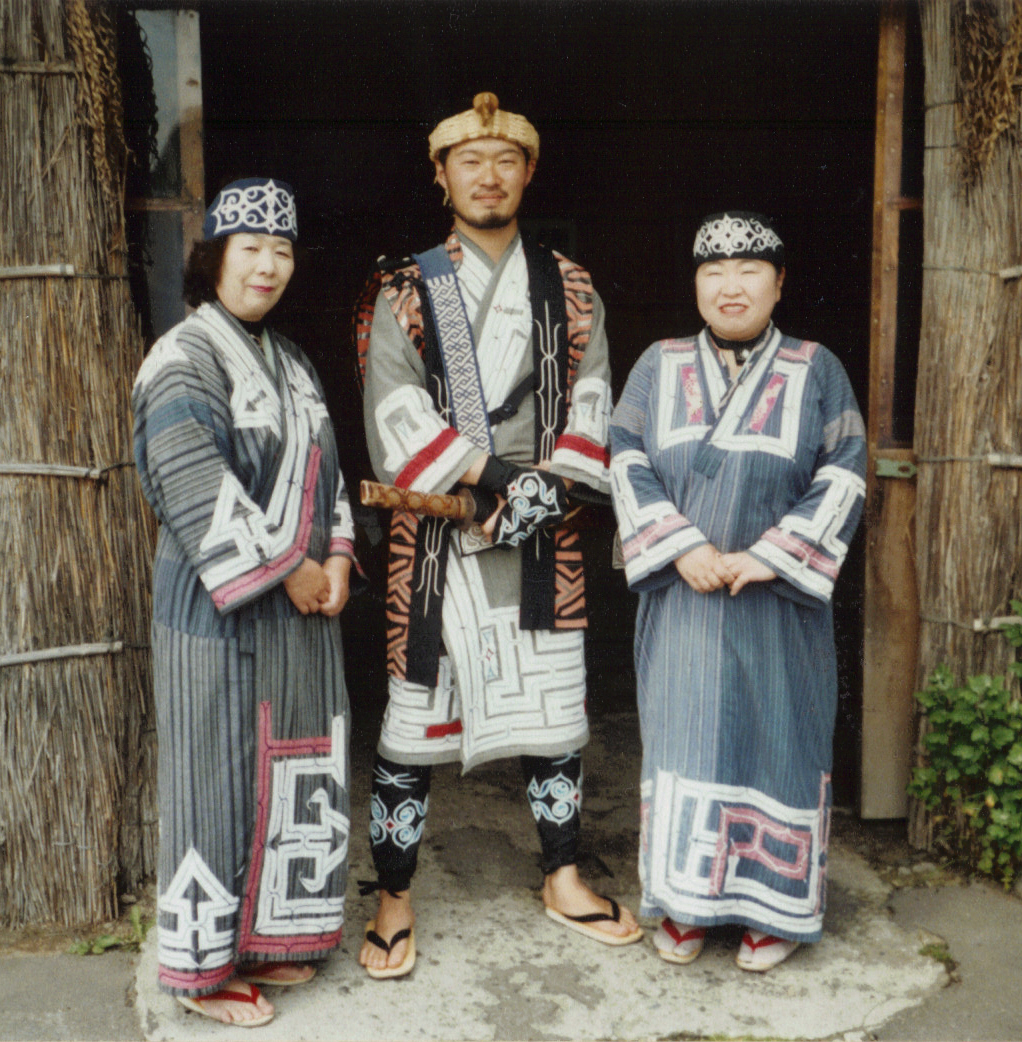
現代阿伊努人。值得注意的是，其服裝穿著方式乃同和服采右衽，與其傳統左衽穿法已有所不同。

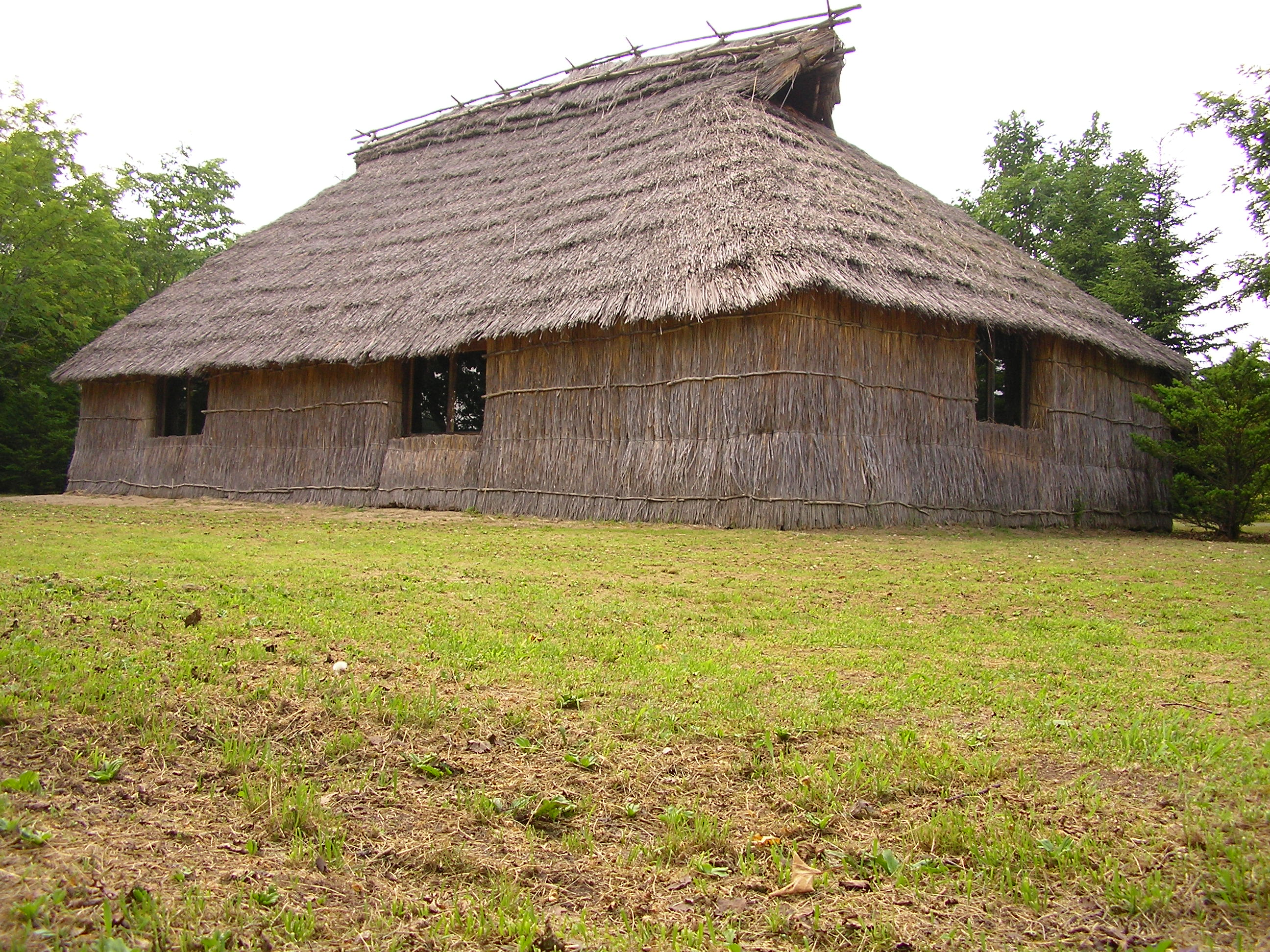
傳統房屋復原，北海道二風谷阿伊努文化博物館

1946年，北海道靜內町（現已併入新日高町）召開「全道阿伊努人大會」，大會上以阿伊努人的「教育高度化」、「福利、保健設施共同化」等作為主要議題，成立「社團法人北海道阿伊努協會」，只可惜協會的名稱讓當時許多阿努伊血統的居民礙於社會觀感及諸多心理因素而不願參與。1961年，該會更名為「北海道同胞協會」，對與阿伊努相關的問題都設法做出積極努力。
1984年，該會要求日本政府制定「阿伊努新法」（暫定）以取代現行的「北海道舊土人保護法」，在這以後，因為希望新法能夠早日通過，阿伊努人展開相當激烈的族群運動。
1986年，当时的中曾根康弘首相公開发表谈话，认为“日本是单一民族”，此說法引起一场争论，但日本政府仍拒絕承認阿伊努民族的任何地位。
1992年12月，阿伊努人的組織──北海道同胞協會理事長野村作為阿伊努人的代表，在聯合國集會上發表演說。演說陳述阿伊努人由於日本政府的同化政策被否定其傳統文化，剝奪領土（北海道、樺太、千島群島）和生活手段的事實，強烈抗議並要求日本政府根據《國際人權公約》，為阿伊努人的生存權利制定新法。但日本政府拒絕：「享有自己的文化，實踐自己的宗教，以及使用自己的語言是被我國憲法所保障的每個人的權利。但在聯合國《人權公約》中規定意義的少數民族，在我國不存在。」這種說法顯然與先前制定的《北海道舊土人保護法》是相互矛盾的。阿伊努人的抗議一直未斷。他們把自己作為一個少數民族的存在事實再三向日本政府、聯合國提出來。懾於當時國際先住民自立運動的高漲，日本政府曾於1957年以改善生活條件和勞動條件為目的，修改過《北海道舊土人保護法》中的107號規定。但幾十年來，日本媒體、政壇很少涉及這一問題的落實情況。日本還是以「單一民族國家」姿態出現。
1997年在阿伊努人中的有識之士的努力下，日本國憲法終於決定包含「尊重阿伊努人權利」的若干內容。日本通过阿伊努文化振兴法（阿伊努新法）代替具有民族歧视性质的“北海道旧土人保护法”，其中包括人權保護、振興民族文化、創設自立化基金及設立審議機關等項內容。阿伊努人的抗爭由此獲得初步的一点勝利。但日本国会同时还通过“其原住性是历史事实”的附带决议。日本政府继续沿用“自古以来的居民”这样的说法，一直不确定“原住民族”的概念，以防原住民提出土地补偿等问题。
2007年一項統計指出，約1万5000人的阿伊努人中，能流暢說阿伊努語的人不到10人。更推斷出以阿伊努語做母語的人，在千島列島、樺太都已經滅絕。剩下在北海道的平均年齡已達80歲以上，能流利說母語話都不剩十人，並且都是耄耋之齡的老人，處於極危狀態。
2008年6月6日，隨著G8的召開，日本國會議員一致通過法案要求正式將阿伊努人列為日本「原住民族」，但日本政府並未表明此法案對阿伊努人的承認是否會使阿伊努人得到更多的權利，且僅表示其對「原住民」的定義會比去年聯合國大會頒佈的《原住民權利宣言》中的定義還要狹隘。在日本強制通婚和同化政策下，当代阿伊努人的後代幾乎都多少混合日本人（和人）的血統，因此现在日本境内已沒有完全純種的阿伊努人。2009年阿伊努語被聯合國教科文组织列為「將要消滅的母語」。
2011年後，在北海道地區大多的市、町都有生活館，由於阿伊努人傳統的房舍因應日本消防法規而被拆除，導致在北海道四處可見用阿伊努族圖騰創作的旅遊商品，卻看不到半個真正的阿伊努人部落。存在保留區的草屋建築大多都是2008年日本政府正式承認阿伊努族後，為振興觀光撥下的經費所建的，目的為觀光表演用途。公開的阿伊努祭祀活動，大多數的日本人（和人）都不會參與，而阿伊努族人礙於面子與日本社會觀感問題，不願學習母语──阿伊努語。多数有阿伊努血統的人從事漁业与地盤工人，並仍要求政府採取措施提高其社會地位。
2019年1月，日本首相安倍晉三在國會的施政方針報告中，首次將阿伊努族稱為「原住民族」；2月15日，日本政府在內閣會議中通過寫明正式將阿伊努族列為日本「原住民族」的法律草案，被稱為「阿伊努新法」。取代阿伊努文化振興法，4月19日立法通過，阿伊努族正式正名成功。法條中包括禁止歧視，設立協助阿伊努人觀光及產業發展的新補助金制度，放寬過去對阿伊努民族傳統漁獵行為的限制等，並計畫將北海道白老町的「ウポポイ民族共生象徴空間」訂為阿伊努文化的復興據點，且準備要在2020東京奧運會上向全世界宣揚阿伊努文化。但另一方面，也有人反對政府將阿伊努文化視為觀光資源的作法，如阿伊努部落協會會長清水裕二就表示堅決反對將阿伊努「觀光資源化」，認為「阿伊努人與阿伊努文化不是吸引觀光客的工具，而是歷史正義跟原住民族權利」。
2020年2月7日，日本政府宣佈東京奧運會開幕典禮排除阿伊努族的舞蹈表演，令阿伊努族人錯愕和失望，然而最終將其納入閉幕式的影片當中。

## 俄羅斯境內的阿伊努人

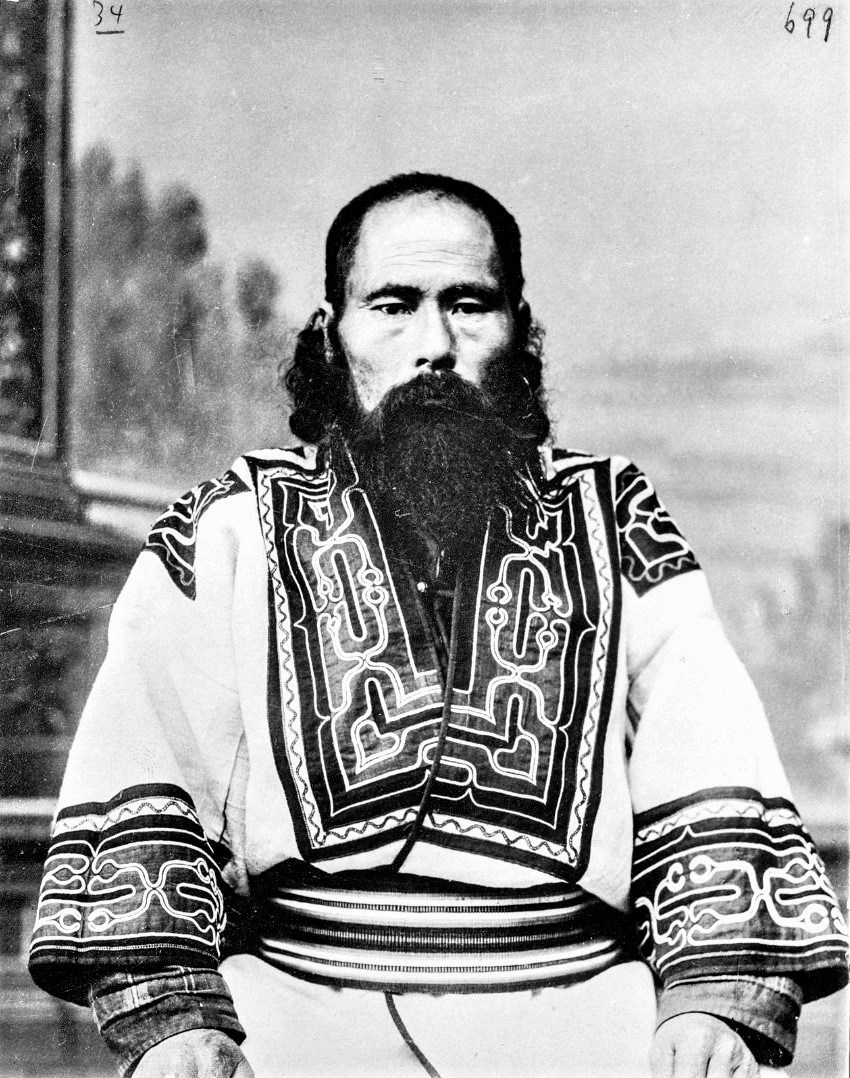
薩哈林阿伊努人

阿伊努也是俄羅斯庫頁島、千島群島、堪察加原住民。俄羅斯阿伊努人可以細分到六组：堪察加阿伊努人、北千島阿伊努人、南千島阿伊努人、阿穆爾谷阿伊努人、北薩哈林阿伊努人、南薩哈林阿伊努人。總人口100到1000人。俄羅斯政府以阿伊努人既不講阿伊努語、也不從事任何阿伊努人在社會行為和習慣的傳統文化為由，不承認其為單獨民族，也因此不能比照堪察加人的優待政策。

## 相关作品
以下提及神威一詞的即表示阿伊努語的（神）之意。
- 《熊巫女》／當女孩遇到熊，女主角雨宿町為阿伊努巫女。
- 山岳《神威岳》（かむいだけ），北海道多個山岳的名稱。
- 漫畫《黃金神威》，野田サトル所繪，2014年起開始連載的漫畫，並於2017年4月製作動畫第一季、2018年10月為第二季、2020年12月出第三季。
- 漫畫《神威傳》，白土三平所繪，於1967年起開始連載的漫畫。
  - 動畫《忍風神威外傳》，以神威外傳故事製作的動畫，於1969年播出。
- 吉卜力工作室1997年動畫電影《魔法公主》的男主角阿席達卡即是蝦夷族（古代阿伊努族）出身。
- 日本小說家矢野徹1970年出版的冒險小說《神劍》（カムイの剣）劇情中，主角「次郎」（服部次郎左）為阿伊努人與日本人的混血兒，故事中他所持的短刀即名為。另外故事中也有阿伊努人的角色登場。改編動畫電影由角川春樹事務所於1985年推出。
- 動漫《X》中主角「司狼神威」。
- 動漫《通灵王》裡的主要角色之一，「轟隆轟隆」及其家族來自北海道阿伊努族，轟隆轟隆原名（碓冰狼神）該劇中敘述取自於阿伊努族的狼神之意，ホロケウ為阿伊努語「狼」的意思。
- 動漫《狼與香辛料》的女主角名為赫蘿（ホロ）、是取自阿伊努語「狼」（ホロケウ）。
- 動漫《最終兵器少女》故事舞台為北海道，劇情發展中多處觸及阿伊努民俗與典故，女主角「千瀨」（ちせ）的名字亦為阿伊努語「家」的意思。
- 動漫《小林家的龍女僕》中神奈神威的名字來源於阿伊努民間傳說的阿澄雷神。
- 遊戲《大神》中有一個「北方國家」，住在那個國家的人為少數民族「オイナ族」，裡面有個角色亦可跟主角一起戰鬥，此篇故事原形來自於阿伊努民俗故事，也是阿伊努神話中的人物。
- 游戏《侍魂》系列的登场人物中，有一对阿伊努人姐妹「娜可露露」和「莉姆露露」。
- 遊戲《神威》，縱向捲軸射擊遊戲。
- 日本男歌手《神威樂斗》，通稱GACKT。
- 日本男漫畫家《藤原神威》。
- 日本虛擬男性歌手軟體《神威がくぽ》（GACKPOID），以VOCALOID 2為基礎開發，聲音由日本歌手GACKT提供。
- 船艦《神威號水上飛機母艦》，第二次世界大戰中日本海軍的水上飛機母艦。
- 列車《神威號列車》、《超級神威號列車》（スーパーカムイ），北海道旅客鐵道（JR北海道）函館本線特急列車班次的名稱。
- 電影《大和殺無赦》（許されざる者/不可饒恕），改編自克林伊斯威特執導電影殺無赦的日本電影，對於阿伊努人風俗、民情亦有不少著墨。
- 網路遊戲《艦隊Collection》在2017年春天亦實裝了上述的神威號的艦娘，配合原型艦船的名字設定成阿伊努人，並穿著阿伊努人傳統服裝，台詞中也有少量阿伊努語。

## 參见
- 阿伊努民族运动
- 日本民族
- 蝦夷人
- 琉球族
- 大和民族
- 隼人
- 熊襲族
- 日本歷史
- 北海道
- 俄羅斯民族
- 俄羅斯人
- 俄羅斯歷史
- 庫頁島